# Giorgi Shermadini
Giorgi Shermadini (Mtskheta, 2. travnja 1989.) gruzijski je profesionalni košarkaš. Igra na poziciji centra, a trenutačno je član grčkog Panathinaikosa. 

## Karijera
Karijeru je započeo u omladinskom pogonu Maccabi Tbilisija. Zbog odličnih fizičkih predispozicija, već sa 16 godina bio je dominantan među svojim vršnjacima. To dokazuje njegovi 89 poena u susretu protiv momčadi Suhumija. U svojoj prvoj profesionalnoj sezoni, prosječno je po susretu postizao impresivnih 28,5 poena, 14,7 skokova, 2.8 asista i 3,0 blokade. U sljedećim sezonama još je više "popravio" svoju statistiku i u sezoni 2007./08. prosječno je postizao 33,5 poena, 18,4 skoka, 4,8 asista i 3,2 blokade. U travnju 2008. odlazi iz Gruzije i sa samo 19 godina potpisuje ugovor s grčkim euroligašem Panathinaikosom. U grčkom prvenstvu debitirao je 28. studenog 2008. u susretu Egaleoa, odigravši 5:48 minuta pritom zabivši 4 poena. U Euroligi je debitirao 17. prosinca 2008. u susretu protiv SLUC Nancy, odigravši 10:16 minuta pritom zabivši 1 poen. Već u prvoj sezoni u Panathinaikosu osvojio je Euroligu 2008./09., pobijedivši u finalu rusku CSKA Moskvu.

## Vanjske poveznice
- Službena stranica  Arhivirana inačica izvorne stranice od 26. ožujka 2009. (Wayback Machine)
- Profil na Euroleague.net
- Profil  Arhivirana inačica izvorne stranice od 27. kolovoza 2011. (Wayback Machine) na Draftexpress.com
- Profil na NBA.com
- Profil na NBADraft.net